# Macrodontia flavipennis
Macrodontia flavipennis é um inseto da ordem Coleoptera e da família Cerambycidae, subfamília Prioninae e gênero Macrodontia; um besouro cujo habitat são as florestas tropicais úmidas da região neotropical; com sua distribuição no leste da América do Sul, do sul da região nordeste do Brasil (Bahia) até o norte da Argentina (Misiones), incluindo todos os estados das regiões sudeste e sul do Brasil, Goiás e o Paraguai. Fora descrito em 1833 pelo entomologista francês Louis Alexandre Auguste Chevrolat; este publicando sua descrição no texto "Description de deux genres nouveaux de Curculionites et d'un nouveau Prionien, de la deuxième division du genre Macrodontia, de M. Serville" dos Annales de la Société Entomologique de France, tomo 2, Paris; apresentando, esta espécie, dimorfismo sexual aparente, com machos possuindo suas mandíbulas mais desenvolvidas, ambos os sexos com élitros de coloração castanha e escutelo, protórax e cabeça mais escurecidos.

## Biologia
Segundo Ângelo Moreira da Costa Lima, as larvas de quase todas as espécies de Cerambycidae da subfamília Prioninae desenvolvem-se em troncos cortados ou já secos, por isso os seus representantes não têm tanta importância econômica para as plantas cultivadas.

## Forésia
Nesta espécie é possível se avistar a forésia na presença de aracnídeos da ordem Pseudoscorpionida (pseudoescorpiões) abaixo de seus élitros.

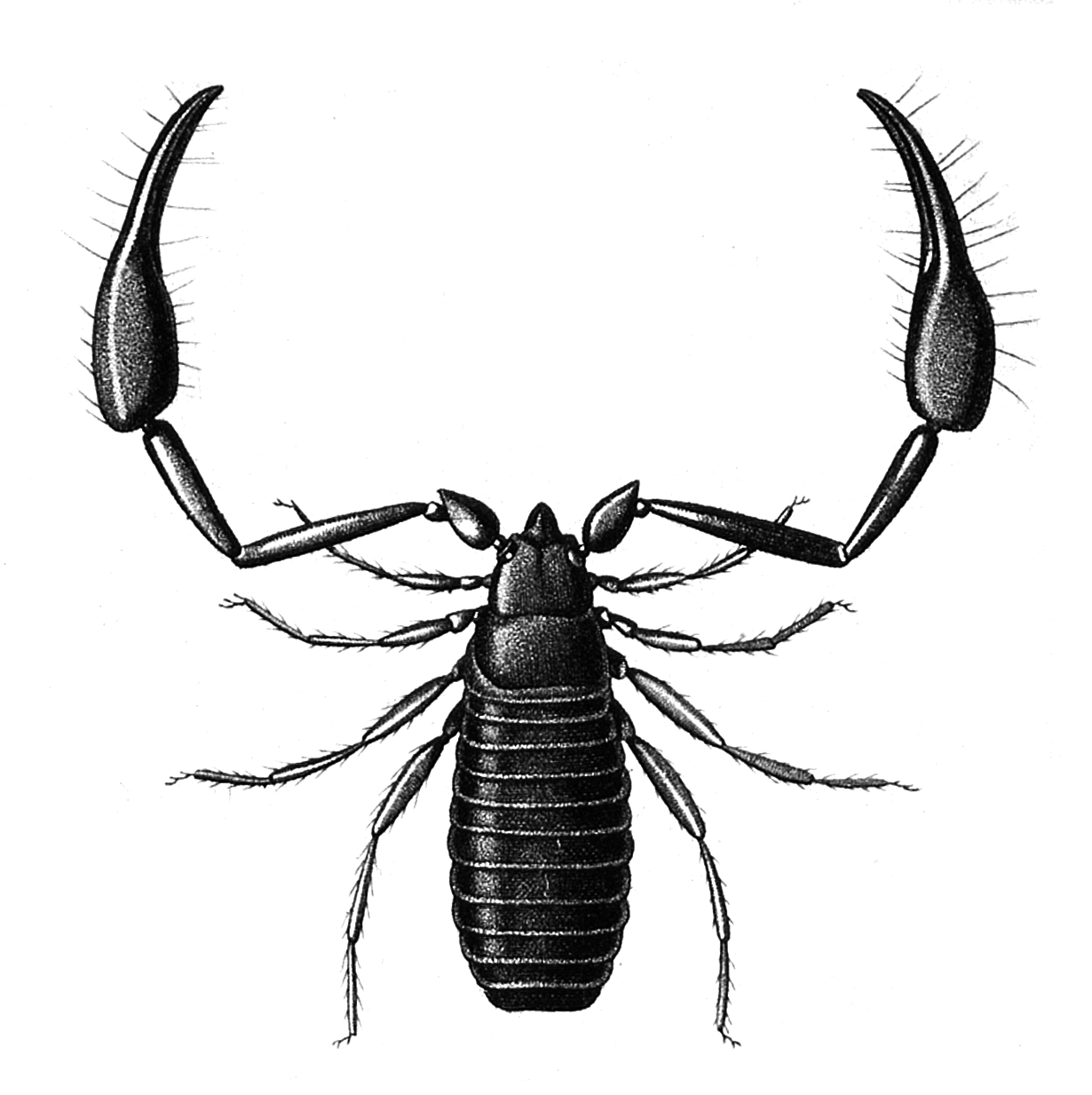
Ilustração de um Pseudoscorpionida (pseudoescorpião).